# Ezra Abbot
Ezra Abbot (Jackson, Maine, 28 de abril de 1819 – Cambridge, Massachusetts, 21 de março de 1884) foi um teólogo e estudioso bíblico americano.

## Vida e escritos
Graduou-se no Bowdoin College em 1840. Em 1847, a pedido do Professor Andrews Norton, foi para Cambridge, onde foi diretor de uma escola pública até 1856. Foi bibliotecário assistente da Universidade Harvard de 1856 até 1872, e planejou e aperfeiçoou um catálogo de fichas por ordem alfabética, que combina muitas das vantagens dos catálogos comuns de dicionários com o agrupamento de tópicos menores de assuntos mais gerais, que é característica de um catálogo sistemático. De 1872 até sua morte, foi professor da Bussey Institution, de Crítica e Interpretação do Novo Testamento, na Harvard Divinity School.
Os estudos de Abbot foram principalmente em línguas orientais e a crítica textual do Novo Testamento, embora seu trabalho como bibliotecário deixasse como resultado uma lista exaustiva de escritos (5300 no total) sobre a doutrina da vida futura, anexados à A Critical History of the Doctrine of a Future Life, as it has prevailed in all Nations and Ages (1862) por William Rounseville Alger, e publicados separadamente em 1864.
As publicações de Abbot, embora sempre de caráter mais completo e acadêmico, foram em grande parte distribuídas nas páginas de comentários, dicionários, concordâncias, textos editados por outros, tratados unitários controversos, etc. Contudo, ele tomou uma parte mais visível e pessoal na preparação (juntamente com o acadêmico batista Horatio B. Hackett), da edição ampliada americana do Dictionary of the Bible (1867-1870), do Dr. (mais tarde Sir) William Smith, no qual contribuiu com mais de 400 artigos, bem como melhorou substancialmente a integralidade bibliográfica da obra. Foi um membro eficiente da comissão de revisão americana para a Versão Revisada (1881-1885), da Bíblia do Rei Jaime, e ajudou na preparação da Prolegomena de Caspar René Gregory para o revisado Novo Testamento em grego de Constantin von Tischendorf.
Foi um dos 32 membros fundadores da Society of Biblical Literature em 1880. Sua obra mais importante, representando o seu método acadêmico e suas conclusões conservadoras, foi The Authorship of the Fourth Gospel: External Evidences (1880; 2ª edição por Joseph Henry Thayer, com outros ensaios, 1889), originalmente uma palestra. Apesar da compressão devido à sua forma, este trabalho foi até aquele momento, provavelmente, a mais hábil defesa, com base em evidências externas, da autoria de João do Evangelho e, certamente, o mais completo tratado da relação de Justino Mártir para este evangelho.

## Títulos
Abbot foi eleito membro da Academia de Artes e Ciências dos Estados Unidos em 1861. Apesar de leigo, Abbot recebeu o grau de Doutor de Teologia Sagrada (S.T.D. Sacrae Theologiae Doctor) da Universidade Harvard em 1872, e de Doutor de Teologia (D.D. ou DD, Divinitatis Doctor) da Universidade de Edimburgo, em 1884.

## Obras
- «On the comparative antiquity of the Sinaitic and Vatican manuscripts of the Greek Bible. (1872)» (em inglês)
- «A critical Greek and English concordance of the New Testament (1872)» (em inglês). revisado por Ezra Abbot
- «The authorship of the Fourth Gospel: external evidences (1880)» (em inglês)
- Ezra Abbot e J. Rendel Harris, «Notes on Scriveners' "Plain introduction to the criticism of the New Testament," 3.ª edição» (em inglês). [microforma] (1885)
- «The authorship of the Fourth gospel & other critical essays, selected from the published papers of the late Ezra Abbot (1888)» (em inglês)